# Das kalte Herz (Puppenspiel)
Das kalte Herz ist ein deutsches Puppenspiel der Augsburger Puppenkiste aus dem Jahr 1978. Es basiert auf dem gleichnamigen Märchen von Wilhelm Hauff.

## Handlung
Der junge Köhler Peter Munk ist ein armer Mann. Tag für Tag brennt er Holzkohle und verdient wenig Geld. Er wurde an einem Sonntag geboren. Im Schwarzwald bedeutet dies, das er zum Glasmännchen gehen kann. Das Glasmännchen ist ein Zauberwesen. Als Munk hingeht, hat er drei Wünsche frei. Seine Wünsche gehen in Erfüllung, doch nicht zu seinem Wohl. Da geht er einen Pakt mit dem bösen Holländer-Michel ein. Der verspricht ihm, all seine Wünsche zu erfüllen, wenn Peter ihm sein Herz gibt.

## Hintergrund
- Das ausgesuchte Buch von Wilhelm Hauff wurde von Manfred Jenning adaptiert. Am 14. Dezember 1977 wurde das Stück aufgeführt. Der Hessische Rundfunk zeigte Interesse und verfilmte das Spiel ein Jahr später. In der Fernsehproduktion sitzt Manfred Jenning auf der Bühne und erzählt eine kurze Story. Nach der Erzählung startete das Stück.
- Dies war eine der letzten Produktionen des Hausautors Manfred Jenning, der ein Jahr später verstarb.

## Synchronisation
| Figur                       | Funktion                 | Sprecher                |
| --------------------------- | ------------------------ | ----------------------- |
| Peter Munk                  | Köhler                   | Winfried Küppers        |
| Frau Munk                   | Peters Mutter            | Margot Schellemann      |
| Liesbeth                    | Peters Ehefrau           | Ariane Roggen           |
| Martin                      | Liesbeths Vater          | Manfred Jenning         |
| Glasmännchen (Schatzhauser) | Zauberer, Zwerg          | Manfred Jenning         |
| Der dicke Ezechiel          | Spieler, reicher Mann    | Gerhard Jentsch         |
| Der lange Schlurker         | erfolgreicher Mann       | Hanns-Joachim Marschall |
| Der Tanzbodenkönig          | erfolgreicher Tänzer     | Arno Bergler            |
| Holländer-Michel            | böser Geist und Zauberer | Sepp Wäsche             |
| Pfarrer                     | Geistlicher              | Herbert Meyer           |
| Gast im Wirtshaus           | Gast                     | Arno Bergler            |
| Wanderer 1                  | Wandersmann              | Gerhard Jentsch         |
| Wanderer 2                  | Wandersmann              | Hanns-Joachim Marschall |
| Wanderer 3                  | Wandersmann              | Winfried Küppers        |
| Nachbarin                   | Nachbarin                | Gunda-Maria Jentsch     |
| Glasbläser (Alt)            | Glasbläser               | Herbert Meyer           |
| Glasbläser (Jung)           | Glasbläser               | Manfred Jenning         |
| Holzfäller (Jung)           | Holzfäller               | Hanns-Joachim Marschall |
| Holzfäller (Alt)            | Holzfäller               | Herbert Meyer           |
| Amtmann                     | Gerichtsvollzieher       | Gotthard Ebert          |

## Medien
2009 erschien im Auftrag der hr-Media bei S.A.D. Home Entertainment die Edition Märchen und Sagen. Neben Das kalte Herz befindet sich Der kleine Muck, Das Tanzbärenmärchen und Abdallah und sein Esel als DVD in der Edition. 2010 erschien die erneuerte Version.